# Bertil Östergren
Arne Bertil Östergren, född den 8 juli 1922 i Lund, död den 10 juni 1985 i Stockholm, var en svensk fackföreningsledare och författare. Han var verkställande direktör för Sveriges akademikers centralorganisation (Saco) 1968–1971. 

## Biografi
Östergren föddes i Lund, där han blev filosofie magister år 1947. Han var vice ordförande i Lunds studentkår 1948. Mellan åren 1948 och 1950 var han ombudsman vid Sveriges förenade studentkårer (SFS) och 1950–1951 dess ordförande. Åren 1951–1956 arbetade han som sekreterare i Sveriges läkarförbund. Han knöts därefter till Sveriges akademikers centralorganisation (Saco), bland annat som direktör och chef för organisationens utrednings- och informationsavdelning (1958–1963). Från 1964 var han vice verkställande direktör och 1968 tillträdde han som organisationens verkställande direktör.
Vintern 1971 kom Bertil Östergren att få en huvudroll i Saco–SR-konflikten, en av de mest omfattande och allvarliga arbetsmarknadskonflikterna i Sveriges historia. Efter att arbetsgivarna hade lagt fram ett lönebud som Saco fann oacceptabelt varslade man, efter långdragna förhandlingar, om strejk. Arbetsgivarna svarade med lockout av 34 000 Sacomedlemmar. Den dramatiska, två månader långa, perioden av intensiva och ständigt upptrappade stridsåtgärder skakade landet i dess grundvalar. Östergren blev händelsernas centralfigur och kom, genom dagliga tv-exponeringar, att bli rikskänd.
Den för regeringen Palme utmanande situationen löstes genom ett ingrepp i förhandlingarna mellan konfliktparterna, i form av en tjänstepliktslag, i media benämnd  "tvångslagen". Lagen, som bröt mot svensk rättspraxis sedan Saltsjöbadsavtalet, riktade sig mot anställda i stat och kommun och gav regeringen makt att för en tid av sex veckor avbryta stridsåtgärder som ansågs hota väsentliga samhällsintressen. Lagen antogs av riksdagen den 11 mars 1971. Östergren uppfattade lagen som ett illdåd riktat mot fackföreningsrörelsen som han inte kunde acceptera, och till vars följdverkningar han genom åren ständigt återkom. Östergren fick utstå hård kritik, inte minst från politiskt håll, för påstått oansvarigt agerande under konflikten. Av dessa skäl, men även i besvikelsen över vad han karakteriserade som ett övergrepp initierat av statsministern, valde han att avgå från sin post senare samma år.
Efter det bittra uppbrottet från Saco arbetade Östergren på Universitetskanslersämbetet (UKÄ) och dess efterföljare Universitets- och högskoleämbetet (UHÄ). Från 1978 var han verksam som politisk skribent i Svenska Dagbladet. 
Bertil Östergren publicerade flera böcker, bland dessa Vem är Olof Palme? (1984), ett kritiskt porträtt av Olof Palme, som han hade känt och samarbetat med under ungdomsåren, då de båda var engagerade i studentpolitiken. Palmes och Östergrens relation kan, alltifrån händelserna 1971, beskrivas som oförsonlig. Palmes medarbetare Thage G. Peterson betecknar i sin Palmebiografi, Olof Palme som jag minns honom (2002), Östergrens Palmeporträtt som "en hatbok". Bertil Östergren är begravd på Dalarö begravningsplats.